# Air France-KLM
Air France-KLM (Euronext: AF) là một tập đoàn hàng không Pháp - Hà Lan được thành lập theo luật của Pháp có trụ sở tại sân bay Paris-Charles de Gaulle ở Tremblay-en-France, gần Paris. Tập đoàn này có văn phòng tại Montreuil, Seine-Saint-Denis, Paris, và ở Amstelveen, Hà Lan. Air France - KLM Airlines là kết quả của việc sáp nhập trong năm 2004 giữa Air France và KLM. Trong năm 2008, đây là công ty hàng không lớn nhất trên thế giới về tổng doanh thu hoạt động, và cũng là lớn nhất thế giới về mặt hành khách - km quốc tế. Giám đốc điều hành của công ty kể từ ngày 17 tháng 10 năm 2011 là Jean-Cyril Spinetta. Cả Air France và KLM là thành viên của liên minh hàng không SkyTeam. Họ cung cấp một chương trình khách hàng thường xuyên được gọi là Flying Blue. Hãng hàng không trùng tên của công ty dựa trên hai trung tâm lớn: Sân bay Paris-Charles de Gaulle và sân bay Amsterdam Schiphol. Air France-KLM Airlines đã vận chuyển 78.450.000 hành khách trong năm 2013.